# Michel Der Zakarian
Michel Der Zakarian (en armenio: Միքայել Տեր–Զաքարյան), nacido el 18 de febrero de 1963 en Ereván (antigua URSS, actual Armenia), es un exfutbolista y actual entrenador de fútbol franco-armenio. Jugaba como defensa. Actualmente dirige al SM Caen de la Ligue 2.

## Carrera como jugador
Der Zakarian dio sus primeros pasos como futbolista en el Vivaux Marronniers Sports, equipo de Marsella, ciudad donde se instalaron sus padres tras su nacimiento. Posteriormente jugó en el AS Mazargues, antes de llegar al FC Nantes, con el que debutaría en la Ligue 1 en 1981. Jugó nueve temporadas con les canaris, con los que ganó una Liga y fue dos veces subcampeón. 
En 1988, fue traspasado al Montpellier, donde fue ganando protagonismo con el paso del tiempo, siendo nombrado capitán después de la marcha de Laurent Blanc. Ganó dos Copas de la Liga con el equipo del Languedoc-Rosellón. Finalmente, colgó las botas en 1998, después de una temporada marcada por las lesiones.
Aunque jugó en las categorías inferiores de Francia, fue internacional absoluto en 5 ocasiones con Armenia.

## Carrera como entrenador
Montpellier
Después de retirarse, se integró en el cuerpo técnico del Montpellier. Fue el máximo responsable del tercer equipo del club, el Montpellier "C", durante la temporada 1997-98; y también del filial, el Montpellier "B", a partir de la temporada 1999-2000. Posteriormente, también fue el segundo entrenador del primer equipo hasta 2006.
Nantes
Ese año, llegó al FC Nantes para entrenar al equipo filial del club, pero pronto fue requerido para ser adjunto del nuevo técnico del primer equipo, Georges Eo. En febrero de 2007, este fue destituido y Der Zakarian se hizo cargo del primer equipo junto al director deportivo Japhet N'Doram. Aunque no pudieron evitar el descenso, Der Zakarian continuó entrenando al equipo y logró devolverlo a la Ligue 1, siendo subcampeón de la categoría de plata. Fue destituido en agosto de 2008, después de conseguir un punto en las 3 primeras jornadas de Liga.
Clermont
En junio de 2009, fichó por el Clermont Foot Auvergne. Tuvo opciones de lograr el ascenso, pero perdió el último y decisivo partido frente al Athlétic Club Arles-Avignon. En la temporada 2011-12, el equipo consiguió su récord de puntuación, 58 puntos, pero terminó 5º y no pudo ascender a la Ligue 1. A pesar de esto, su buena campaña le valió el premio de mejor entrenador de la categoría.
Nantes
Después de casi cuatro años, el 18 de junio de 2012, Der Zakarian regresó al Nantes, sustituyendo a Landry Chauvin. El equipo de Países del Loira ascendió a la Ligue 1 el 17 de mayo de 2013. En la temporada 2013-14, el equipo logró la permanencia con holgura, llegando a ocupar puestos europeos durante la mayor parte de la primera vuelta; situación similar a la experimentada durante la temporada 2014-15, saldada con un 14º puesto final. El 24 de abril de 2016, confirmó que no continuaría al frente del Nantes la próxima temporada, dejando al equipo como 14º clasificado.
Stade de Reims
El 23 de mayo de 2016, se convirtió en el nuevo técnico del Stade de Reims de la Ligue 2. Llevó al conjunto de la Champaña-Ardenas a la 7ª posición del campeonato, a 11 puntos del primer equipo que ascendió. El 22 de mayo de 2017, el club anunció que Der Zakarian no iba a continuar en su banquillo porque había decidido aceptar una oferta del Montpellier HSC.
Montpellier
Al día siguiente, el 23 de mayo de 2017, el Montpellier confirmó oficialmente su contratación para la próxima temporada. Protagonizó un comienzo algo irregular en la Ligue 1 2017-18, pero el equipo francés se situó en la primera parte de la clasificación tras 10 jornadas del campeonato, habiendo logrado buenos resultados frente a los rivales más fuertes del país, y finalizó la primera vuelta en una solvente 7ª posición de la tabla. Finalmente, el equipo no pasó apuros y concluyó la Ligue 1 en la 10.ª posición.
En la temporada 2018-19, los hombres de Der Zakarian completaron un inicio de campeonato muy positivo, situándose en la 3ª posición de la Ligue 1 tras 8 jornadas. El 29 de abril de 2019, el técnico renovó su contrato con el club por un año más, antes de terminar la Ligue 1 en 6º puesto.
El 2 de mayo de 2021, Der Zakarian confirmó que abandonaría el Montpellier a final de temporada.
Stade Brest
El 22 de junio de 2021, se hizo oficial su incorporación al Stade Brest para las 2 próximas temporadas, con opción a una tercera. Si bien logró la permanencia holgadamente en su primer curso, el 11 de octubre de 2022, fue despedido por el club a causa de los malos resultados cosechados en el inicio de la temporada 2022-23, dejando al equipo francés en la última posición de la Ligue 1.
Montpellier
El 8 de febrero de 2023, inició su segunda etapa al frente del Montpellier HSC. Obtuvo la permanencia sin problemas aquella temporada y la siguiente, finalizando como 12º clasificado en ambos casos. Sin embargo, el 20 de octubre de 2024, tras encajar un 0-5 contra el Olympique de Marsella en su 200º partido en el banquillo del Montpellier y caer al último puesto de la clasificación, el presidente del club anunció su marcha.
Caen
El 19 de febrero de 2025, firmó por el SM Caen de la Ligue 2. No pudo lograr la permanencia, por lo que decidió abandonar el cargo a final de temporada.

## Clubes y estadísticas

### Como jugador
| Club            | País    | Año       | Partidos | Goles |
| --------------- | ------- | --------- | -------- | ----- |
| Nantes          | Francia | 1980-1988 | 166      | 2     |
| Montpellier HSC | Francia | 1988-1997 | 263      | 12    |

### Como entrenador
| Equipo                 | Div.                | Temporada           | Liga  | Liga | Liga | Liga | Liga |       | Copa | Copa | Copa | Copa  |   | Internacional | Internacional | Internacional | Internacional | Internacional |   | Otros | Otros | Otros | Otros |     | Totales     | Totales | Totales | Totales | Totales | Totales | Totales | Totales |
| Equipo                 | Div.                | Temporada           | Part. | G    | E    | P    | Pos. | Part. | G    | E    | P    | Part. | G | E             | P             | Pos.          | Part.         | G             | E | P     | Part. | G     | E     | P   | Rendimiento | GF      | GC      | Dif.    |         |         |         |         |
| ---------------------- | ------------------- | ------------------- | ----- | ---- | ---- | ---- | ---- | ----- | ---- | ---- | ---- | ----- | - | ------------- | ------------- | ------------- | ------------- | ------------- | - | ----- | ----- | ----- | ----- | --- | ----------- | ------- | ------- | ------- | ------- | ------- | ------- | ------- |
| Nantes "B" Francia     | 4.ª                 | 2006-07             | 7     | 1    | 3    | 3    | Inc. | -     | -    | -    | -    | -     | - | -             | -             | -             | -             | -             | - | -     | 7     | 1     | 3     | 3   | 28.58%      | 3       | 6       | -3      |         |         |         |         |
| Nantes "B" Francia     | Total               | Total               | 7     | 1    | 3    | 3    | -    | -     | -    | -    | -    | -     | - | -             | -             | -             | -             | -             | - | -     | 7     | 1     | 3     | 3   | 28.58%      | 3       | 6       | -3      |         |         |         |         |
| Nantes Francia         | 1.ª                 | 2006-07             | 14    | 3    | 4    | 7    | 20.º | 2     | 0    | 1    | 1    | -     | - | -             | -             | -             | -             | -             | - | -     | 16    | 3     | 5     | 8   | 29.17%      | 11      | 25      | -14     |         |         |         |         |
| Nantes Francia         | 2.ª                 | 2007-08             | 38    | 19   | 13   | 6    | 2.º  | 6     | 4    | 1    | 1    | -     | - | -             | -             | -             | -             | -             | - | -     | 44    | 23    | 14    | 7   | 62.88%      | 69      | 37      | +32     |         |         |         |         |
| Nantes Francia         | 1.ª                 | 2008-09             | 3     | 0    | 1    | 2    | Inc. | -     | -    | -    | -    | -     | - | -             | -             | -             | -             | -             | - | -     | 3     | 0     | 1     | 2   | 11.11%      | 2       | 5       | -3      |         |         |         |         |
| Clermont Foot Francia  | 2.ª                 | 2009-10             | 38    | 15   | 9    | 14   | 6.º  | 5     | 3    | 1    | 1    | -     | - | -             | -             | -             | -             | -             | - | -     | 43    | 18    | 10    | 15  | 49.61%      | 53      | 43      | +10     |         |         |         |         |
| Clermont Foot Francia  | 2.ª                 | 2010-11             | 38    | 12   | 16   | 10   | 7.º  | 6     | 4    | 0    | 2    | -     | - | -             | -             | -             | -             | -             | - | -     | 44    | 16    | 16    | 12  | 48.48%      | 65      | 55      | +10     |         |         |         |         |
| Clermont Foot Francia  | 2.ª                 | 2011-12             | 38    | 15   | 13   | 10   | 5.º  | 5     | 1    | 2    | 2    | -     | - | -             | -             | -             | -             | -             | - | -     | 43    | 16    | 15    | 12  | 48.84%      | 52      | 48      | +4      |         |         |         |         |
| Clermont Foot Francia  | Total               | Total               | 114   | 42   | 38   | 34   | -    | 16    | 8    | 3    | 5    | -     | - | -             | -             | -             | -             | -             | - | -     | 130   | 50    | 41    | 39  | 48.97%      | 170     | 146     | +24     |         |         |         |         |
| Nantes Francia         | 2.ª                 | 2012-13             | 38    | 19   | 12   | 7    | 3.º  | 5     | 3    | 1    | 1    | -     | - | -             | -             | -             | -             | -             | - | -     | 43    | 22    | 13    | 8   | 61.24%      | 61      | 34      | +27     |         |         |         |         |
| Nantes Francia         | 1.ª                 | 2013-14             | 38    | 12   | 10   | 16   | 13.º | 5     | 3    | 0    | 2    | -     | - | -             | -             | -             | -             | -             | - | -     | 43    | 15    | 10    | 18  | 42.63%      | 46      | 50      | -4      |         |         |         |         |
| Nantes Francia         | 1.ª                 | 2014-15             | 38    | 11   | 12   | 15   | 14.º | 6     | 4    | 0    | 2    | -     | - | -             | -             | -             | -             | -             | - | -     | 44    | 15    | 12    | 17  | 43.18%      | 44      | 48      | -4      |         |         |         |         |
| Nantes Francia         | 1.ª                 | 2015-16             | 38    | 12   | 12   | 14   | 14.º | 5     | 3    | 0    | 2    | -     | - | -             | -             | -             | -             | -             | - | -     | 43    | 15    | 12    | 16  | 44.18%      | 44      | 53      | -9      |         |         |         |         |
| Nantes Francia         | Total               | Total               | 207   | 76   | 64   | 67   | -    | 29    | 17   | 3    | 9    | -     | - | -             | -             | -             | -             | -             | - | -     | 236   | 93    | 67    | 76  | 48.87%      | 277     | 252     | +25     |         |         |         |         |
| Stade de Reims Francia | 2.ª                 | 2016-17             | 38    | 14   | 13   | 11   | 7.º  | 4     | 2    | 0    | 2    | -     | - | -             | -             | -             | -             | -             | - | -     | 42    | 16    | 13    | 13  | 48.42%      | 55      | 46      | +9      |         |         |         |         |
| Stade de Reims Francia | Total               | Total               | 38    | 14   | 13   | 11   | -    | 4     | 2    | 0    | 2    | -     | - | -             | -             | -             | -             | -             | - | -     | 42    | 16    | 13    | 13  | 48.42%      | 55      | 46      | +9      |         |         |         |         |
| Montpellier Francia    | 1.ª                 | 2017-18             | 38    | 11   | 18   | 9    | 10.º | 7     | 4    | 1    | 2    | -     | - | -             | -             | -             | -             | -             | - | -     | 45    | 15    | 19    | 11  | 47.4%       | 49      | 42      | +7      |         |         |         |         |
| Montpellier Francia    | 1.ª                 | 2018-19             | 38    | 15   | 14   | 9    | 6.º  | 2     | 0    | 0    | 2    | -     | - | -             | -             | -             | -             | -             | - | -     | 40    | 15    | 14    | 11  | 49.17%      | 53      | 46      | +7      |         |         |         |         |
| Montpellier Francia    | 1.ª                 | 2019-20             | 28    | 11   | 7    | 10   | 8.º  | 5     | 3    | 1    | 1    | -     | - | -             | -             | -             | -             | -             | - | -     | 33    | 14    | 8     | 11  | 50.5%       | 44      | 37      | +7      |         |         |         |         |
| Montpellier Francia    | 1.ª                 | 2020-21             | 38    | 14   | 12   | 12   | 8.º  | 5     | 4    | 1    | 0    | -     | - | -             | -             | -             | -             | -             | - | -     | 43    | 18    | 13    | 12  | 51.94%      | 69      | 66      | +3      |         |         |         |         |
| Stade Brest Francia    | 1.ª                 | 2021-22             | 38    | 13   | 9    | 16   | 11.º | 3     | 1    | 1    | 1    | -     | - | -             | -             | -             | -             | -             | - | -     | 41    | 14    | 10    | 17  | 42.28%      | 52      | 59      | -7      |         |         |         |         |
| Stade Brest Francia    | 1.ª                 | 2022-23             | 10    | 1    | 3    | 6    | Inc. | -     | -    | -    | -    | -     | - | -             | -             | -             | -             | -             | - | -     | 10    | 1     | 3     | 6   | 20%         | 10      | 21      | -11     |         |         |         |         |
| Stade Brest Francia    | Total               | Total               | 48    | 14   | 12   | 22   | -    | 3     | 1    | 1    | 1    | -     | - | -             | -             | -             | -             | -             | - | -     | 51    | 15    | 13    | 23  | 37.91%      | 62      | 80      | -18     |         |         |         |         |
| Montpellier Francia    | 1.ª                 | 2022-23             | 16    | 9    | 3    | 4    | 12.º | -     | -    | -    | -    | -     | - | -             | -             | -             | -             | -             | - | -     | 16    | 9     | 3     | 4   | 62.5%       | 34      | 17      | +17     |         |         |         |         |
| Montpellier Francia    | 1.ª                 | 2023-24             | 34    | 10   | 12   | 12   | 12.º | 3     | 2    | 0    | 1    | -     | - | -             | -             | -             | -             | -             | - | -     | 37    | 12    | 12    | 13  | 43.24%      | 50      | 53      | -3      |         |         |         |         |
| Montpellier Francia    | 1.ª                 | 2024-25             | 8     | 1    | 1    | 6    | Inc. | -     | -    | -    | -    | -     | - | -             | -             | -             | -             | -             | - | -     | 8     | 1     | 1     | 6   | 16.67%      | 8       | 26      | -18     |         |         |         |         |
| Montpellier Francia    | Total               | Total               | 200   | 71   | 67   | 62   | -    | 22    | 13   | 3    | 6    | -     | - | -             | -             | -             | -             | -             | - | -     | 222   | 84    | 70    | 68  | 48.35%      | 307     | 287     | +20     |         |         |         |         |
| SM Caen Francia        | 2.ª                 | 2024-25             | 2     | 1    | 1    | 0    | -    | -     | -    | -    | -    | -     | - | -             | -             | -             | -             | -             | - | -     | 2     | 1     | 1     | 0   | 66.67%      | 3       | 2       | +1      |         |         |         |         |
| SM Caen Francia        | Total               | Total               | 2     | 1    | 1    | 0    | -    | -     | -    | -    | -    | -     | - | -             | -             | -             | -             | -             | - | -     | 2     | 1     | 1     | 0   | 66.67%      | 3       | 2       | +1      |         |         |         |         |
| Total en su carrera    | Total en su carrera | Total en su carrera | 616   | 219  | 198  | 199  | -    | 74    | 41   | 10   | 23   | -     | - | -             | -             | -             | -             | -             | - | -     | 690   | 260   | 208   | 222 | 47.73%      | 877     | 818     | +59     |         |         |         |         |
| 1.                     |                     |                     |       |      |      |      |      |       |      |      |      |       |   |               |               |               |               |               |   |       |       |       |       |     |             |         |         |         |         |         |         |         |

#### Resumen por competiciones
| Competición                | Partidos | Ganados | Empatados | Perdidos | Ganados % |
| -------------------------- | -------- | ------- | --------- | -------- | --------- |
| Championnat National 2     | 7        | 1       | 3         | 3        | 28.58%    |
| Ligue 2                    | 230      | 95      | 77        | 58       | 52.46%    |
| Ligue 1                    | 379      | 123     | 118       | 138      | 42.83%    |
| Copa de Francia            | 48       | 27      | 10        | 11       | 63.19%    |
| Copa de la Liga de Francia | 26       | 14      | 0         | 12       | 53.85%    |
| TOTAL                      | 690      | 260     | 208       | 222      | 47.73%    |